# 棘鱷龍屬
棘鱷龍屬（屬名：Spinosuchus）意為「有棘的鱷魚」，是種已滅絕爬行動物，生存於三疊紀晚期的德州，分類傾向不明。在分類歷史中，棘鱷龍曾多次被歸類於不同的演化支，例如：腔骨龍科、伪鳄类、不確定的獸腳亞目恐龍、古鱷科、以及可能的三稜龍目。棘鱷龍分類上的不確定性，導因於保存不好的化石，只留下部分脊椎，加上牠們的生存時期有多樣化、所知有限的爬行動物演化支。

## 歷史
在1922年，Ermin C. Case敘述了一個部份脊椎（編號UMMP 7507），該化石發現於德州克勞斯貝郡的Dockum組，年代為上三疊紀卡尼階；Ermin C. Case將牠們歸類於腔骨龍的一種，但當時對於腔骨龍的所知有限。他認為該動物的身長約2.5公尺。其他的化石材料也被歸類於此，包含一個股骨（編號UMMP 3396）、一個腸骨（編號UMMP 8870）、以及一個頭蓋骨基部（編號UMMP 7473）
。這些額外的化石現在已被歸類於不同的三疊紀動物，這些動物在當時所知有限，或是不被瞭解；股骨被歸類於堅蜥目，可能為鏈鱷；腸骨被歸類於艾雷拉龍下目，可能為欽迪龍或盒龍；而頭蓋骨基部則被歸類於勞氏鱷目的波斯特鱷。
在1932年，德國古生物學家休尼博士將這動物建立為新屬棘鱷龍（Spinosuchus），並以Ermin C. Case作為種名。他認為棘鱷龍屬於快足龍科。但自從1970年以來，棘鱷龍被認為不屬於恐龍。然而，阿德里安·亨特（Adrian Hunt）等人的1998年研究根據牠們的中空脊椎，認為棘鱷龍屬於獸腳亞目，可能是艾雷拉龍科。在1999年度的脊椎動物化石學會會議與非正式的論文中，Richards認為棘鱷龍所擁有的不同衍徵，與不同的恐龍次演化支相符合，但也可見於不同的基礎主龍類演化支；而保存不好而且扭曲的脊椎，並沒有足夠證據可歸類於任何一個主龍類的主要演化支，但與三稜龍目有某些相似點S。terling Nesbitt、Randall Irmis、以及William Parkers發表了一系列關於三疊紀恐龍演化的研究，他們認為棘鱷龍是個有效屬。然而，他們將棘鱷龍歸類於主龍形類，而非Richards所主張的三稜龍目。但究竟牠是甚麼則需更多的骨骸才能確定。在2009年，Justin Spielmann等人發現棘鱷龍是三稜龍的近親，將棘鱷龍歸類於三稜龍目。

## 外部連結
- Case, 1927
- Summary of Dinosaur Mailing List commentary on Richards' thesis, 1999. （页面存档备份，存于）